# (19766) Katiedavis
(19766) Katiedavis (2000 OH4) – planetoida z pasa głównego asteroid okrążająca Słońce w ciągu 3,6 lat w średniej odległości 2,35 j.a. Odkryta 24 lipca 2000 roku.